# Agelena longipes
Agelena longipes är en spindelart som beskrevs av Carpenter 1900. Agelena longipes ingår i släktet Agelena och familjen trattspindlar. Inga underarter finns listade i Catalogue of Life.